# Кадомка (Киевская область)

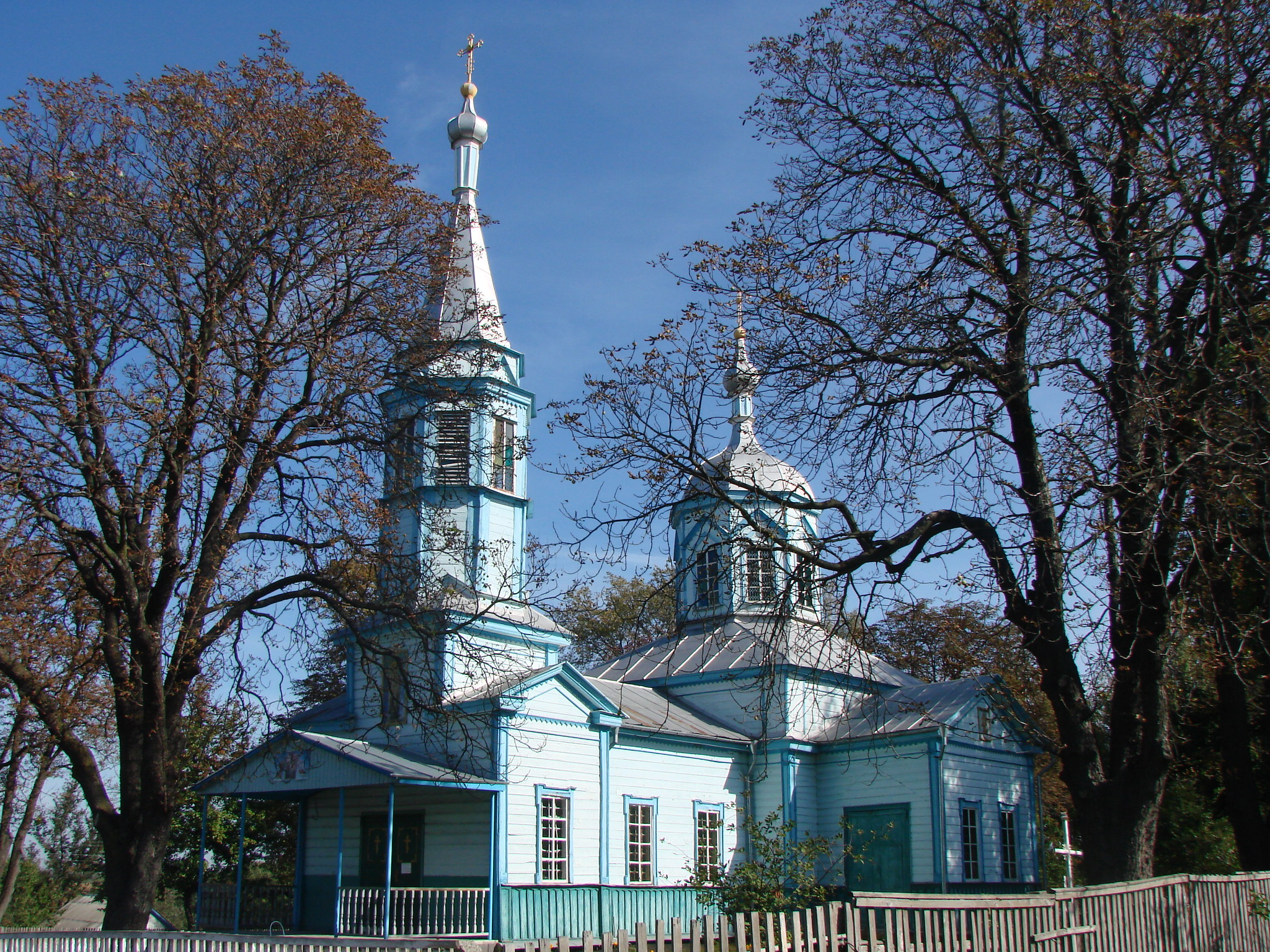
Свято–Николаевская церковь

Кадо́мка (укр. Кадомка) — село, входит в Кагарлыкский район Киевской области Украины.
Население по переписи 2001 года составляло 440 человек. Почтовый индекс — 09253. Телефонный код — 4573. Занимает площадь 3,401 км². Код КОАТУУ — 3222284001.

## Местный совет
09253, Київська обл., Кагарлицький р-н, с.Кадомка, вул.Олексієнка,1